# António Plácido
António Plácido da Costa (Covilhã, 1 september 1848 - Porto, 1916) was een Portugees oogarts, docent en uitvinder. Hij stond het meest bekend om zijn uitvinding van de placidoringen.

## Biografie
António Plácido da Costa werd geboren in Covilhã als zoon van een wever. In 1863 verhuisde het gezin naar Porto, waar zijn vader werk vond in de wolspinnerij van Lordelo do Ouro. In Porto volgde Plácido da Costa onderwijs aan het Colégio Padre Six. Na het afleggen van de examens aan het Nationaal Gymnasium werd hij toegelaten tot de Polytechnische Academie van Porto in 1865. Hier studeerde hij natuurwetenschappen, met specifieke focus op de vakken natuurkunde, scheikunde, zoölogie en botanieen behaalde in 1867 een prijs voor zijn werk in de histologie van planten. 
In 1870 voltooide hij zijn opleiding aan het Seminário de Cambraia, waar hij een solide humanistische achtergrond verwierf en zijn argumentatieve en redenerende vaardigheden verder ontwikkelde. Daarna besloot hij toch de richting van de geneeskunde in te slaan.

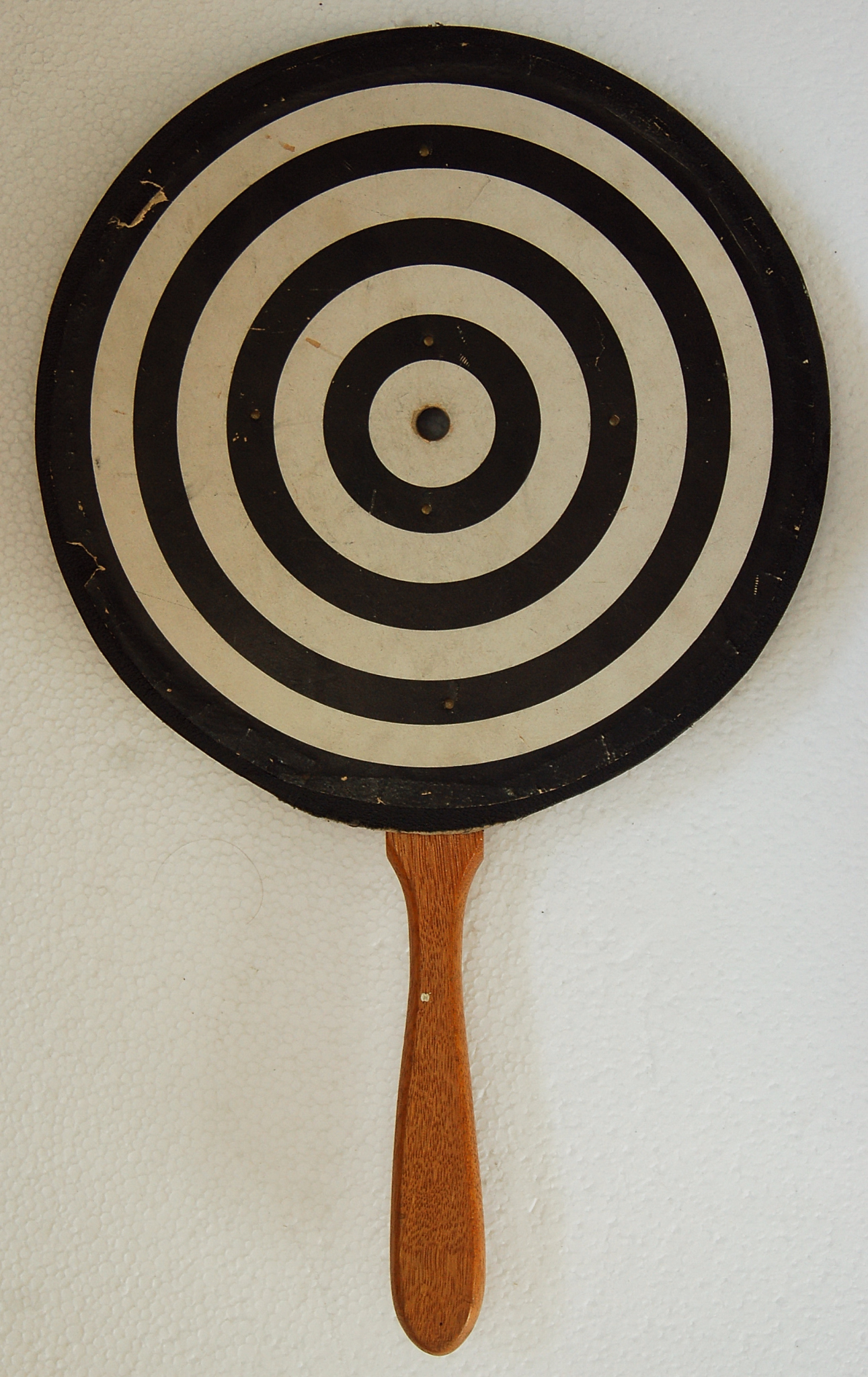
Bekendste uitvinding van Plácido: de keratoscoop of Placido's schijf

In 1874 schreef Plácido da Costa zich in aan de Medisch-Chirurgische School van Porto (Escola Médico-Cirúrgica do Porto), waar hij studeerde onder andere Ricardo Jorge, met wie hij later samenwerkte aan het onderzoek naar de pest in Porto. In 1875 presenteerde hij voor de studentengemeenschap het werk “De microscoop en zijn onthullingen”, waarin hij zijn fascinatie voor de microscopie en de potentie van de nieuwe wetenschappelijke technieken deelde. In 1878 richtte hij een privé-cursus Histologie op, een vak waarin hij als pionier in Porto gold. Zijn studie in de geneeskunde voltooide hij in 1879. 

Na zijn afstuderen werkte Plácido da Costa van 1879 tot 1891 in Lissabon als opticien in de medische praktijk van Pedro van der Laan. Gedurende deze periode schreef hij tien artikelen voor het Periódico de Oftalmologia Prática. In deze studies presenteerde hij vier belangrijke uitvindingen op het gebied van optica en oogheelkunde, waaronder de astigmatoscoop, die later bekend werd als de Keratoscoop of Placido’s schijf. Daarnaast ontwikkelde hij een instrument voor de correctie van strabismus (scheelzien), de hygrothermische capsule voor het aanbrengen van vochtige warmte bij oogziekten, en een galvanotherapie-batterij. 